# カンポ・ビアの戦い
カンポ・ビアの戦い（カンポ・ビアのたたかい、スペイン語: Cerco de Campo Vía）はチャコ戦争中の1933年12月、パラグアイとボリビアの間で戦われた戦闘。ホセ・フェリクス・エスティガリビア中佐率いるパラグアイ軍数個師団の大軍がアリウアタ（Alihuatá）の前哨地付近でボリビア軍2個師団を包囲した。補給の不足によりボリビア軍は12月11日に降伏、戦死2千人、捕虜7,000人という損害を出した。逃げおおせたボリビア軍は900人だけだった。その後、パラグアイ軍は1933年末までにボリビア軍をチャコから追い出し、ボリビア軍のハンス・クントが総指揮官を辞任した。